# سورادیله
سورادیله (به ایتالیایی: Sorradile) یک کومونه در ایتالیا است که در استان اریستانو واقع شده‌است. سورادیله ۲۸٫۴ کیلومتر مربع مساحت و ۴۷۱ نفر جمعیت دارد و ۳۵۰ متر بالاتر از سطح دریا واقع شده‌است.